# VSTEP
Kỳ thi năng lực tiếng Anh tiêu chuẩn hóa của Việt Nam, tiếng Anh: Vietnamese Standardized Test of English Proficiency, viết tắt VSTEP, là kỳ thi đánh giá năng lực tiếng Anh theo khung năng lực ngoại ngữ 6 bậc dùng cho Việt Nam, được ban hành và thiết kế bởi Bộ Giáo dục và Đào tạo Việt Nam từ 2014.

## Thang điểm
VSTEP A2 Đánh giá trình độ tiếng Anh A2 của thí sinh. Điểm số được tính trên thang điểm 100 quy về thang điểm 10. Mỗi kỹ năng như Reading, Listening, Writing và Speaking chiếm 25% tổng số điểm. Thí sinh sẽ đạt trình độ tiếng Anh A2 nếu đạt điểm số là 6.5/10.
VSTEP 3-5 có thang điểm 10, làm tròn đến 0.5 là một bài thi duy nhất để đánh giá phân cấp độ (không phải là các cấp độ có đề khác nhau). Điểm số sẽ được quy đổi tương ứng ra các bậc B1, B2 và C1. Cụ thể, điểm số dưới 4.0 không xét trình độ, từ 4.0 đến dưới 6.0 tương đương trình độ B1, từ 6.0 đến dưới 8.5 đạt trình độ B2, và từ 8.5 trờ lên đạt C1.

## Cấu trúc đề
Bài thi gồm 4 phần tương ứng với 4 kỹ năng
| Phần thi  | Số câu/phần | Thời gian | Nội dung |
| --------- | ----------- | --------- | --- |
| Nghe hiểu | 35 câu      | 40 phút   | Phần 1 (8 câu): Nghe 8 đoạn thông báo, mỗi câu 4 đáp án trắc nghiệm Phần 2 (12 câu); Nghe 4 đoạn hội thoại, mỗi đoạn 3 câu hỏi Phần 3 (15 câu): Nghe 3 bài nói chuyện hoặc bài giảng, mỗi bài 5 câu hỏi |
| Đọc hiểu  | 40 câu      | 60 phút   | 4 bài đọc khoảng 2000 từ. Các câu hỏi dạng trắc nghiệm về tìm thông tin chi tiết, tìm ý chính, hiểu thái độ, ý kiến tác giả, đoán từ theo ngữ cảnh |
| Viết      | 2 câu       | 60 phút   | Câu 1 (1/3 tỉ trọng điểm) Viết thư, email Câu 2 (2/3 tỉ trọng điểm) Viết bài luận khoảng 250 từ theo chủ đề cho trước |
| Nói       | 3 phần      | 12 phút   | Phần 1 - Tương tác xã hội: Giám khảo hỏi thí sinh 3-6 câu thuộc 2 chủ đề Phần 2 - Thảo luận giải pháp: Thí sinh chọn giải pháp tốt nhất trong 3 giải pháp cho trước và đưa ra lý lẽ giải thích phản biện cho ý kiến của mình Phần 3 - Phát triển chủ đề: Thí sinh phát triển chủ đề nói dựa trên gợi ý cho sẵn hoặc sử dụng ý kiến riêng. Sau đó giám khảo hỏi thêm một số câu thuộc chủ đề |

## Công nhận
Kỳ thi VSTEP được áp dụng trên lãnh thổ Việt Nam và hướng tới công nhận quốc tế. Giai đoạn tháng 11/2022, sau khi Bộ Giáo dục và Đào tạo Việt Nam có động thái thắt chặt quản lý các kỳ thi tiếng nước ngoài tại Việt Nam, nhiều trường đại học thông tin công nhận chứng chỉ VSTEP để tuyển sinh, bên cạnh các chứng chỉ Tiếng Anh quốc tế như TOEIC, IELTS, TOEFL.

## Địa điểm thi
Năm 2023, Bộ Giáo dục và Đào tạo đã cấp phép cho 25 trường Đại học tại nước ta được tổ chức thi và cấp chứng chỉ tiếng Anh theo khung năng lực ngoại ngữ 6 bậc dùng cho Việt Nam.